# Große Passion
Die Große Passion bezeichnet ein Druckwerk Albrecht Dürers, das 1511 bei Hieronymus Höltzel gedruckt wurde. Das Buch erzählt die Passionsgeschichte Christi mit nicht-biblischen Texten in Latein und 12 Holzschnitten.

## Text
Der Text der Großen Passion stammt von Benedictus Chelidonius, einem humanistischen Mönch des Nürnberger Schottenklosters St. Egidiens und späteren Abt des Wiener Schottenstifts. Die Passionsgeschichte Christi ist dabei nicht der Bibel nacherzählt. Stattdessen handelt es sich um eine Zusammenstellung von Texten von Caelius Sedulius, Hieronymus Paduanus, Dominicus Mancinus und Baptista Mantuanus. Diese Texte stellen Jesus als menschliche Figur mit Empfindungen in den Vordergrund. Sie verwenden zudem antikes Vokabular und Symbolik.
Die Geschichte ist in 11 Kapitel mit entsprechenden Illustrationen gegliedert:
1. Das Abendmahl Christi mit seinen Jüngern
2. Christus am Ölberg
3. Christus wird von den Juden gefangen genommen
4. Christus wird im Hause des Pilatus gegeißelt
5. Pilatus führt Christus den Juden vor und spricht „Sehet, ein Mensch!“ (Ecce homo)
6. Christus wird zur Kreuzigung geführt
7. Christus der Gekreuzigte
8. Christus steigt in die Unterwelt hinab (Vorhölle)
9. Christus wird vor seine Mutter gelegt (Beweinung)
10. Christus wird ins Grab gelegt
11. Christus erhebt sich von den Toten

## Bilder
Die Entwurfszeichnungen zum Zyklus stammen alle aus Dürers Hand. Die Holzschnitte wurden wahrscheinlich in seiner Werkstatt geschnitten und weisen starke Unterschiede in der Ausführung auf. Sieben Holzschnitte stammen bereits aus 1497 bis 1500 um die Jahre seiner ersten großen Schnittfolge, der Apokalypse, 1496 bis 1498 und Dürer brachte sie bereits als Einzelblätter in Umlauf. Die Geißelung Christi, Christus am Ölberg, Die Grablegung und die Beweinung Christi werden stilistisch mit den ersten Drucken der Apokalypse verglichen und sind nach Kurth als die ersten anzusehen. Die anderen fünf entstanden erst in der Zeit vor der Drucklegung 1510 bis 1511, eine Zeitspanne also von bis zu 15 Jahren, namentlich zwischen dem zuletzt gefertigten Titelblatt und den beiden frühesten Holzschnitten der Geißelung und der Grablegung. Außer dem Titelblatt zählen zu den später entstandenen das Abendmahl, die Gefangennahme Christi, Christus in der Vorhölle und die Auferstehung Christi, die in etwa eine Klammer bilden.
Alle Holzschnitte zeichnen sich durch ihr übergroßes Format – jedes Blatt misst etwa 28 × 39 cm – und ihre damals nicht zuvor gesehene plastische Wirkung aus, die Dürer durch konsequentes Anwenden von grafischem Mittelton erreicht. Neutral beleuchtete Zonen sind durch Parallelschraffuren dargestellt, die dunkelsten Stellen durch enge Kreuzschraffuren und die hellsten Stellen bleiben pergamentweiß.
Dürers Lehrmeister Michael Wolgemut hatte mit der Schedelschen Weltchronik von 1493 dem Holzschnitt durch die schiere Zahl, den vielen originalen Stadt- und Landschaftsveduten und der aus der flämischen Malerei kommenden Raumauffassung schon nahezu eine Gleichwertigkeit zum Text im Buch verschafft. Bei der prophetischen Apokalypse ließ er den jeweiligen Bibeltext als Legende zu jedem Holzschnitt auf dessen Rückseite drucken und das Bild für sich selber sprechen. Mit den Holzschnitten der Großen Passion erreichte Dürer eine Balance durch die ebenso blattfüllende, aber bisher so nicht erlebte, dramatisch verdichtete Bilderzählung. Mit Ausnahme des ersten Bildes der Apokalypse, das relativ verhalten das Martyrium Johannes zeigt, wird mit dramatischer Vehemenz eine Vision dargestellt. Die Große Passion hingegen lässt die historisch gedachte, ganz irdisch inszenierte Leidensgeschichte Jesu nacherleben. Nicht das kollektive Schicksal, sondern individuelles Leid wird unmittelbar emotional nachempfunden und über die verschiedenen Zeugen und ihre Reaktionen im Bild kanalisiert.
Ikonografisch betrachtet hält sich Dürer zwar an den Bibeltext, jedoch erweitert er die Darstellungsformen. Wie durch die flämische Maler eingeführt, zeigt er die Passionsgeschichte in deutscher Umgebung, die Figuren in zeitgenössischer Kleidung. Die dadurch erreichte Zugänglichkeit der Heilserzählung steigert der offensichtlich tiefgläubige Dürer durch eine dramatisch vertiefte Emotionalität und Dichte. Wie in der Malerei üblich konnte er zudem, erleichtert durch die Blattgröße, unterschiedlichste Reaktionen zum Geschehen, narrativ Gleichzeitiges und nacheinander Folgendes, in einem Bild zusammenfassen.

Illustrationen des Exemplars aus dem Rijksmuseum Amsterdam (RP-P-OB-1293...1317)
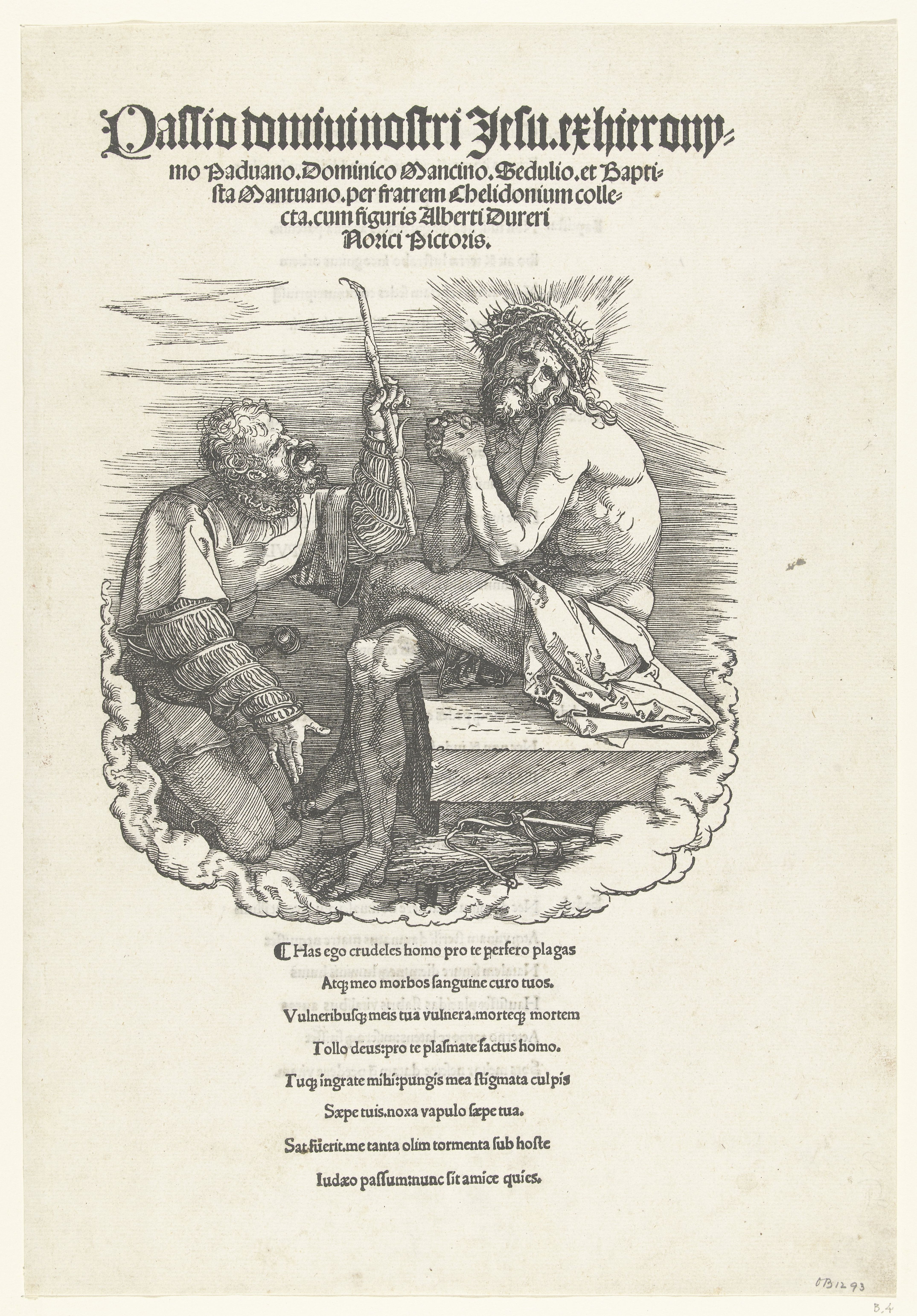
Titelblatt mit Schmerzensmann und Kriegsknecht (1511)
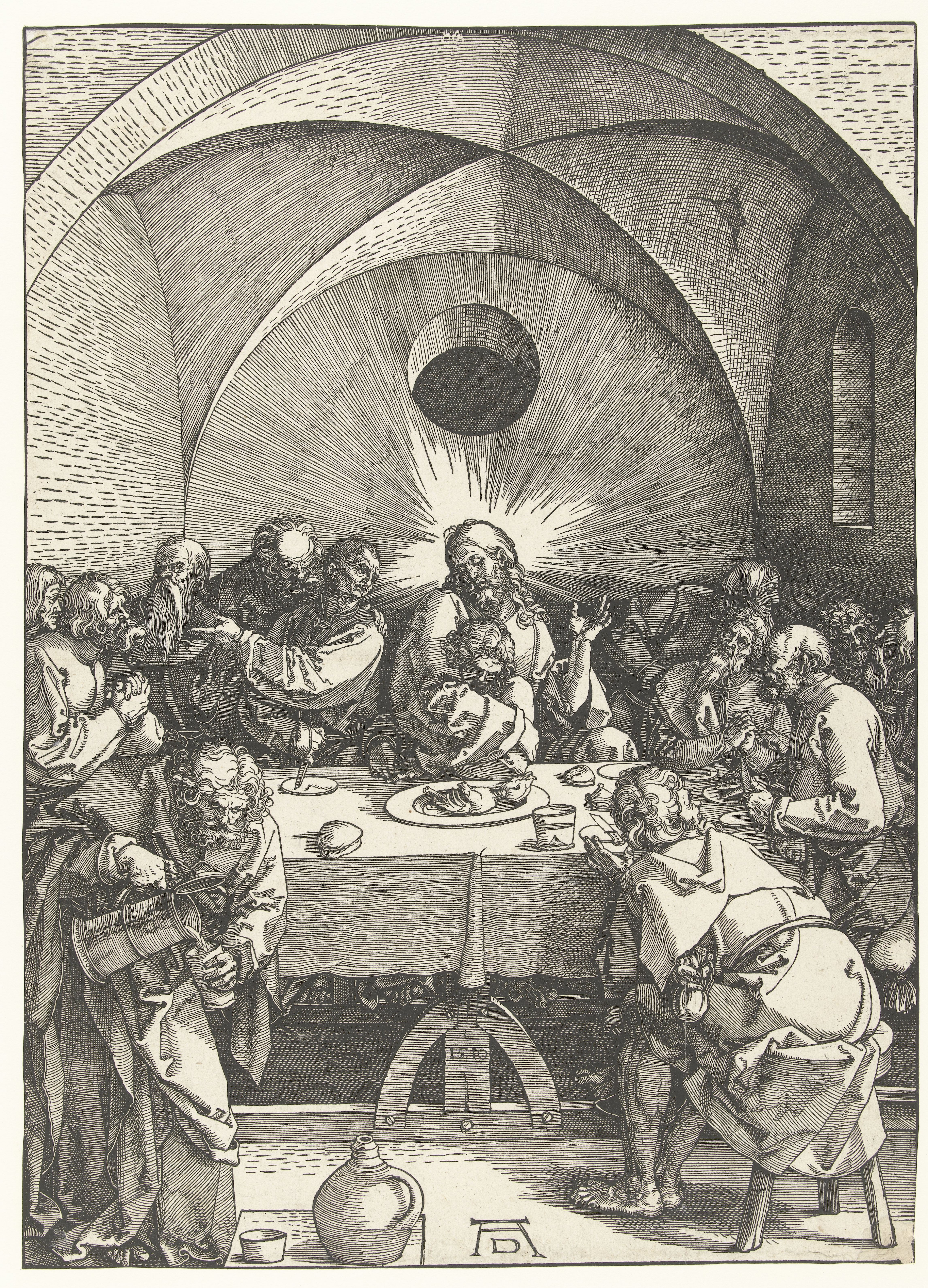
Das Abendmahl (1510)
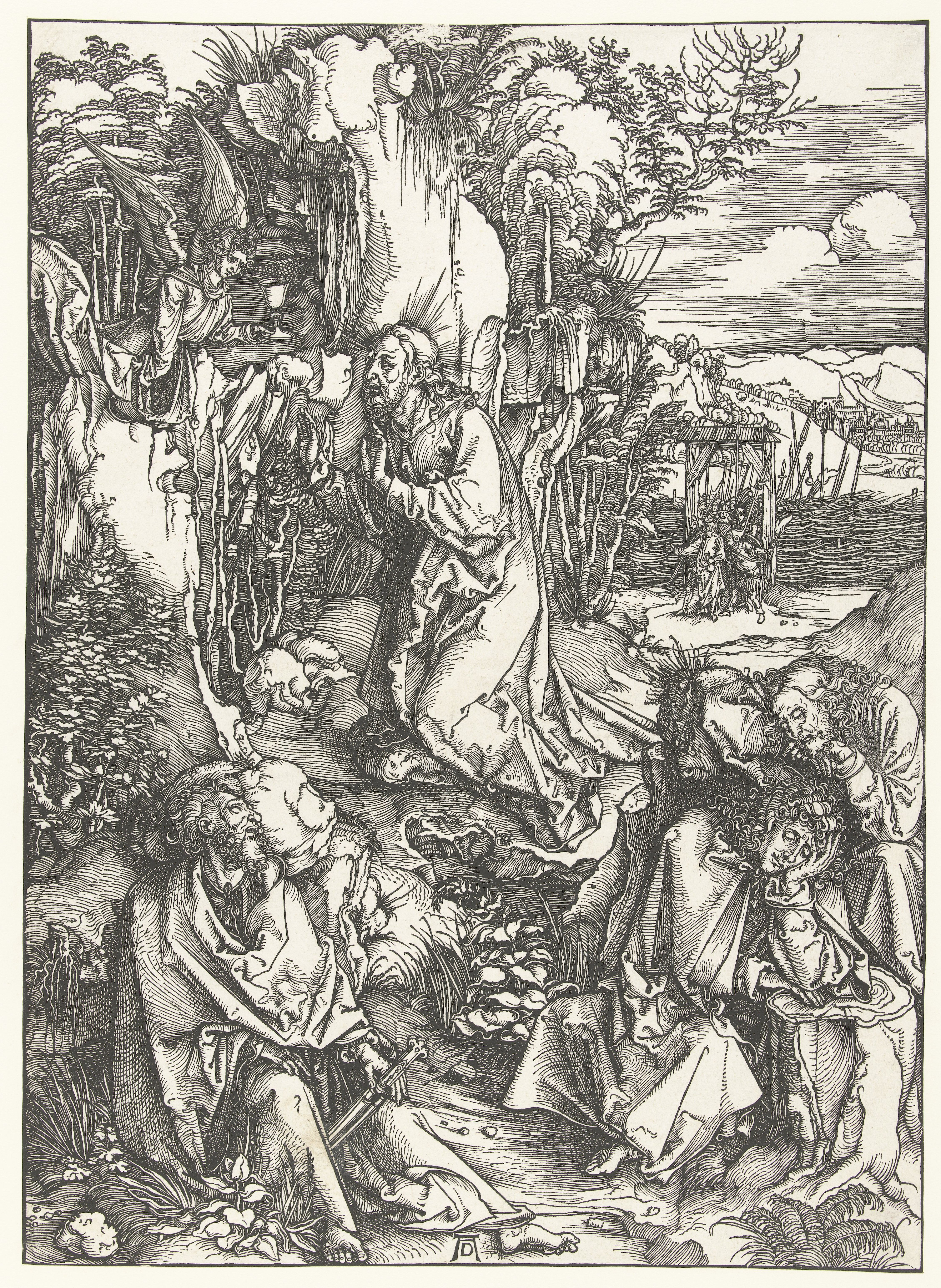
Christus am Ölberg (1497/98)
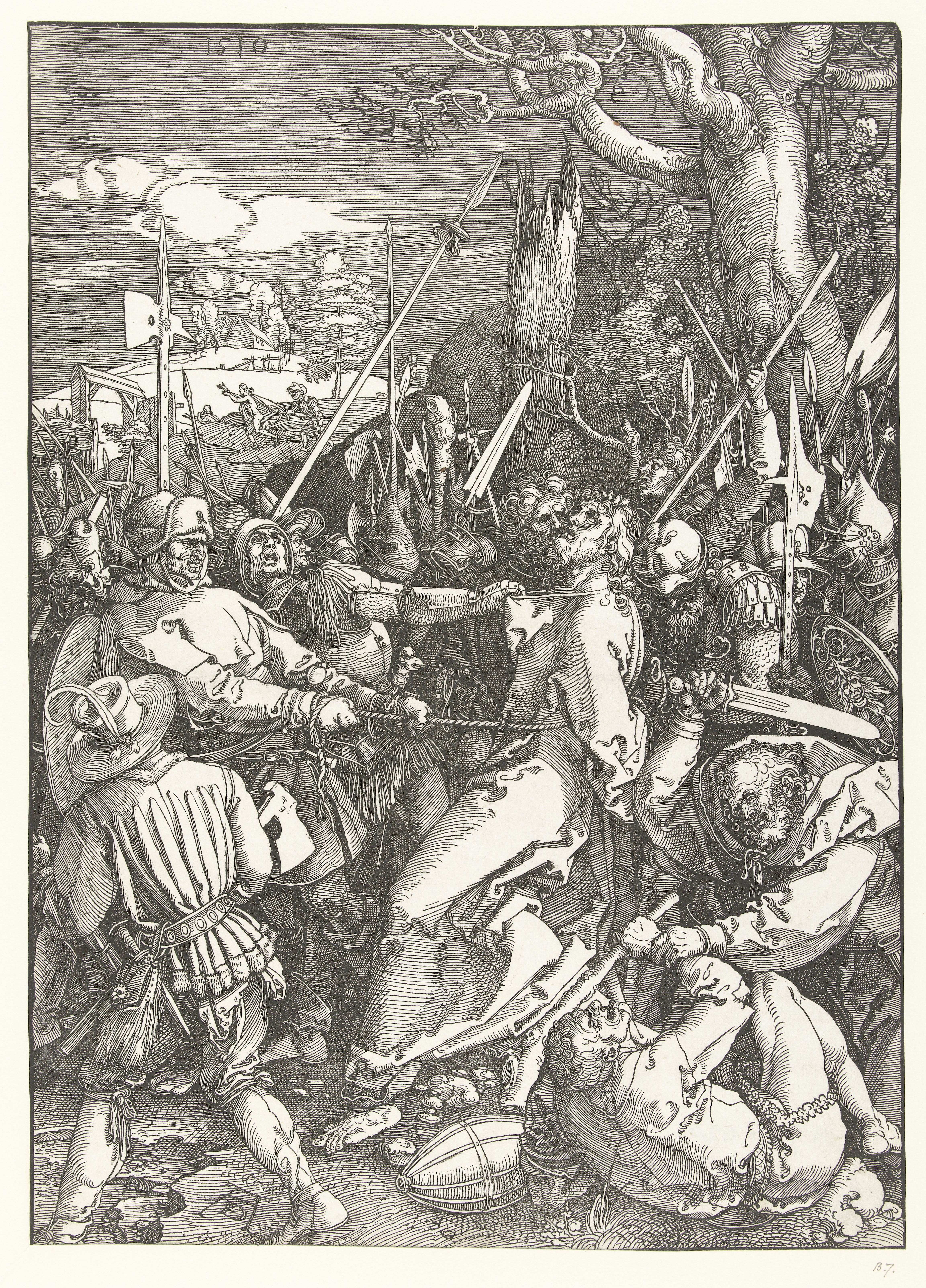
Gefangennahme Christi (1510)
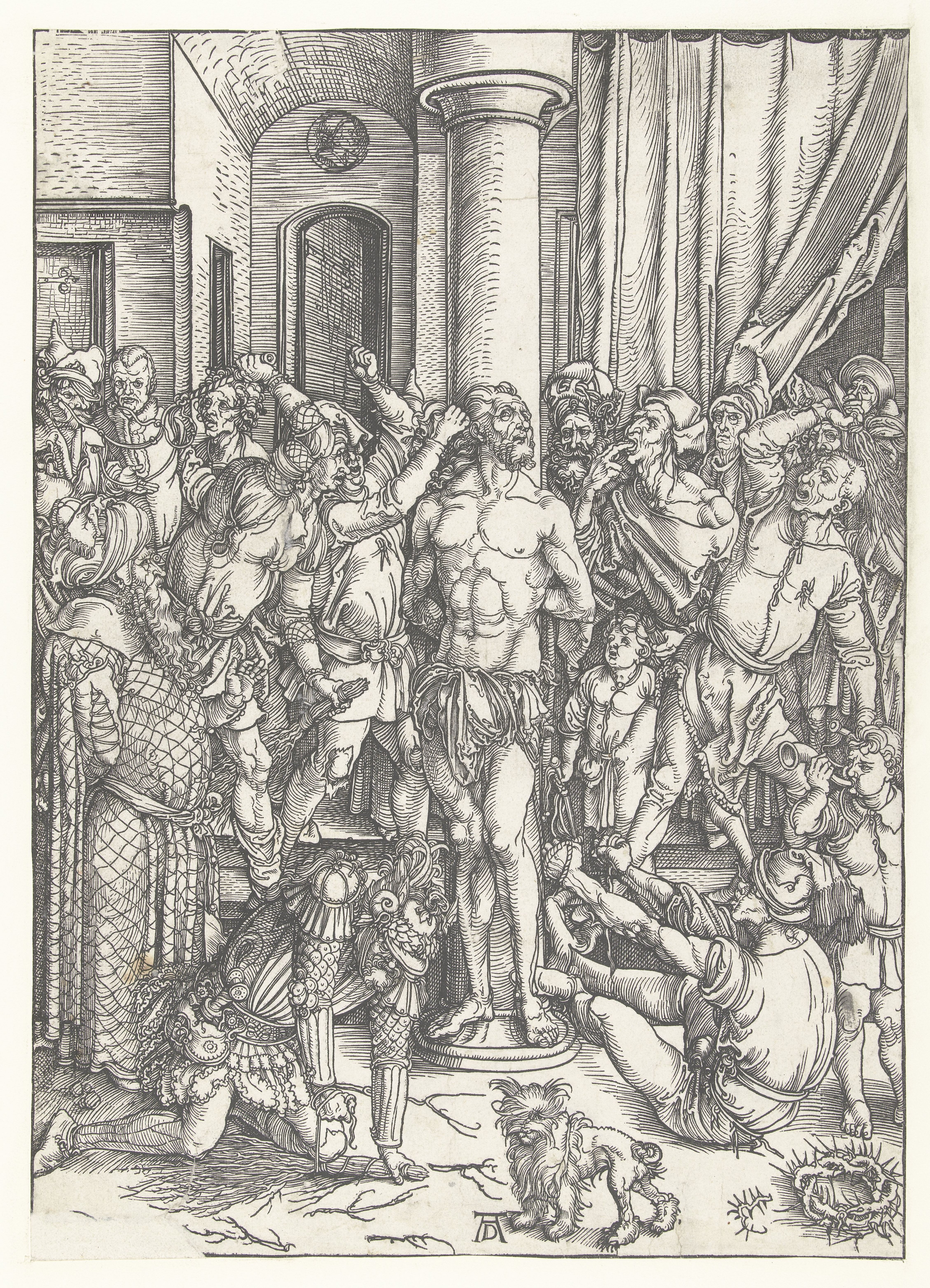
Geißelung Christi (1496/97)
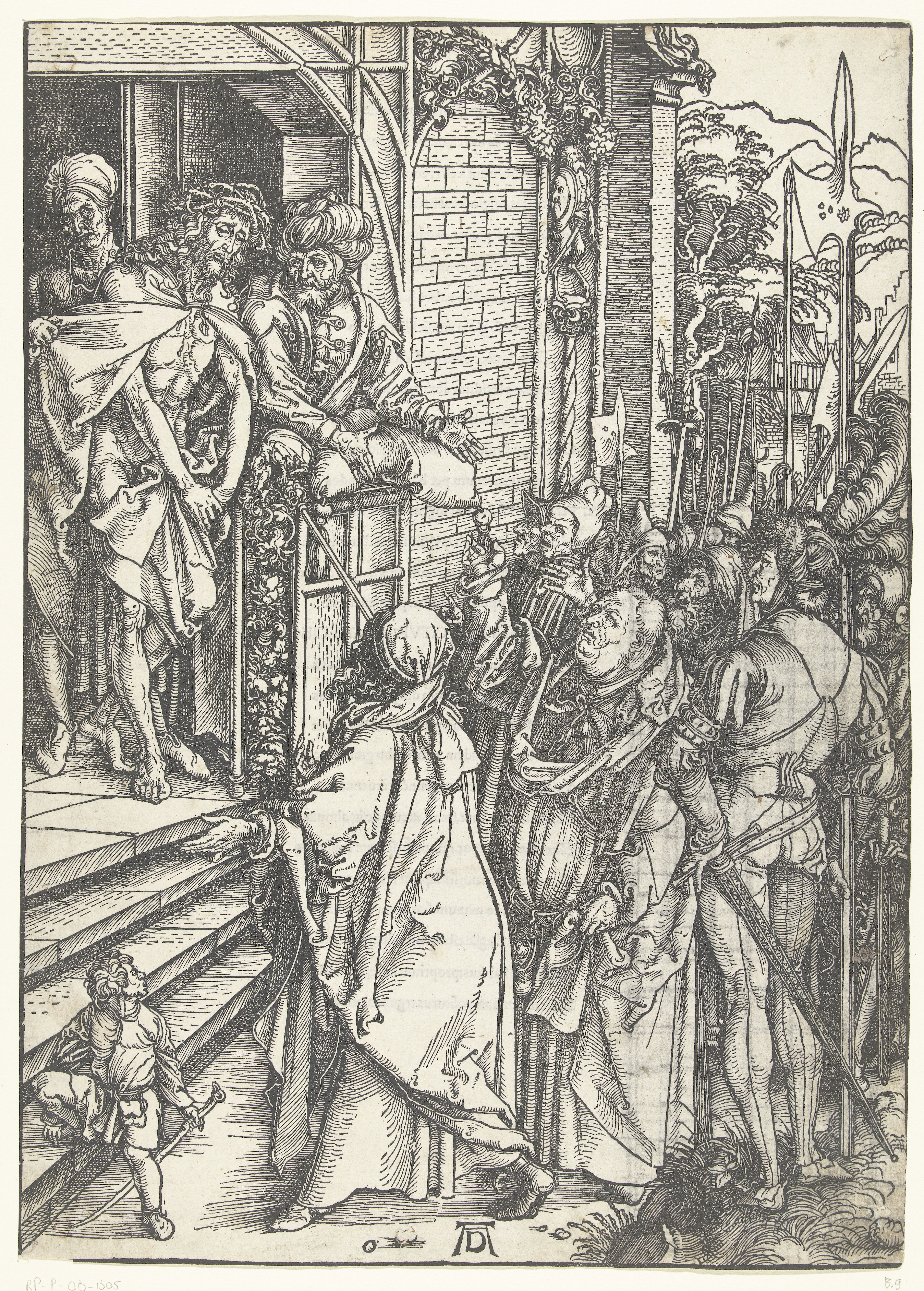
Vorführung Christi: Ecce homo (1497/98)
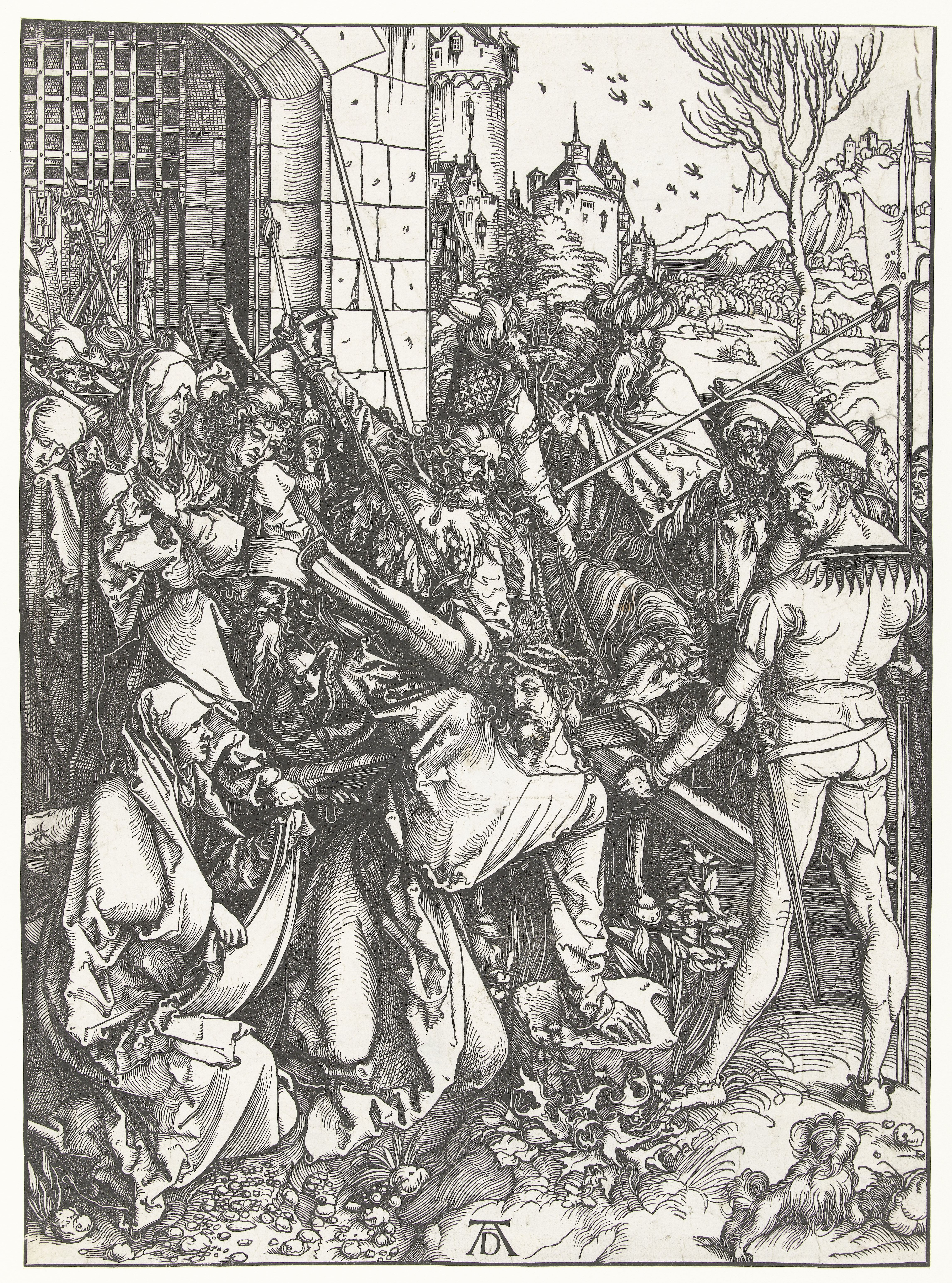
Die Kreuztragung (1497/98)
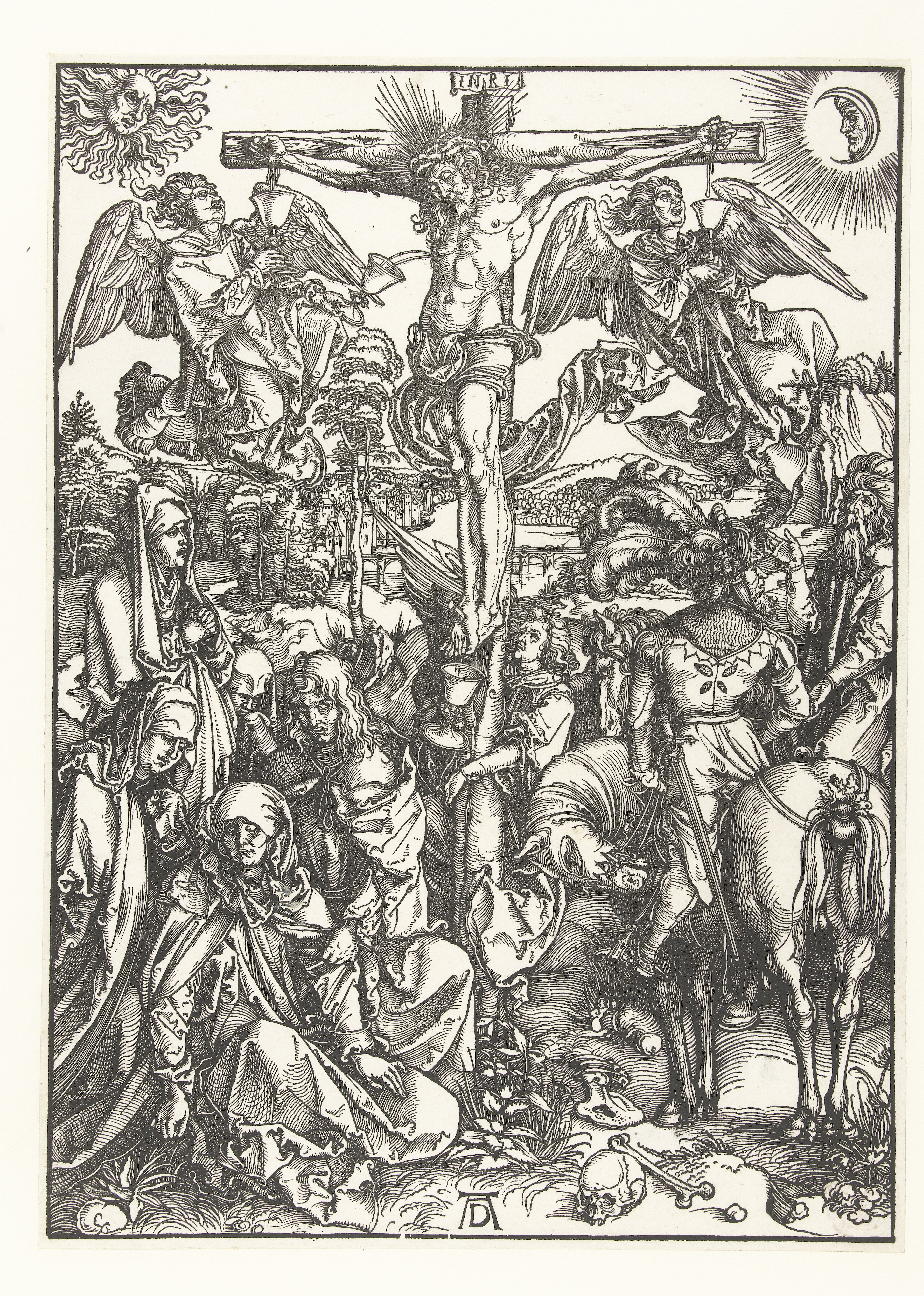
Christus am Kreuz (1497/98)
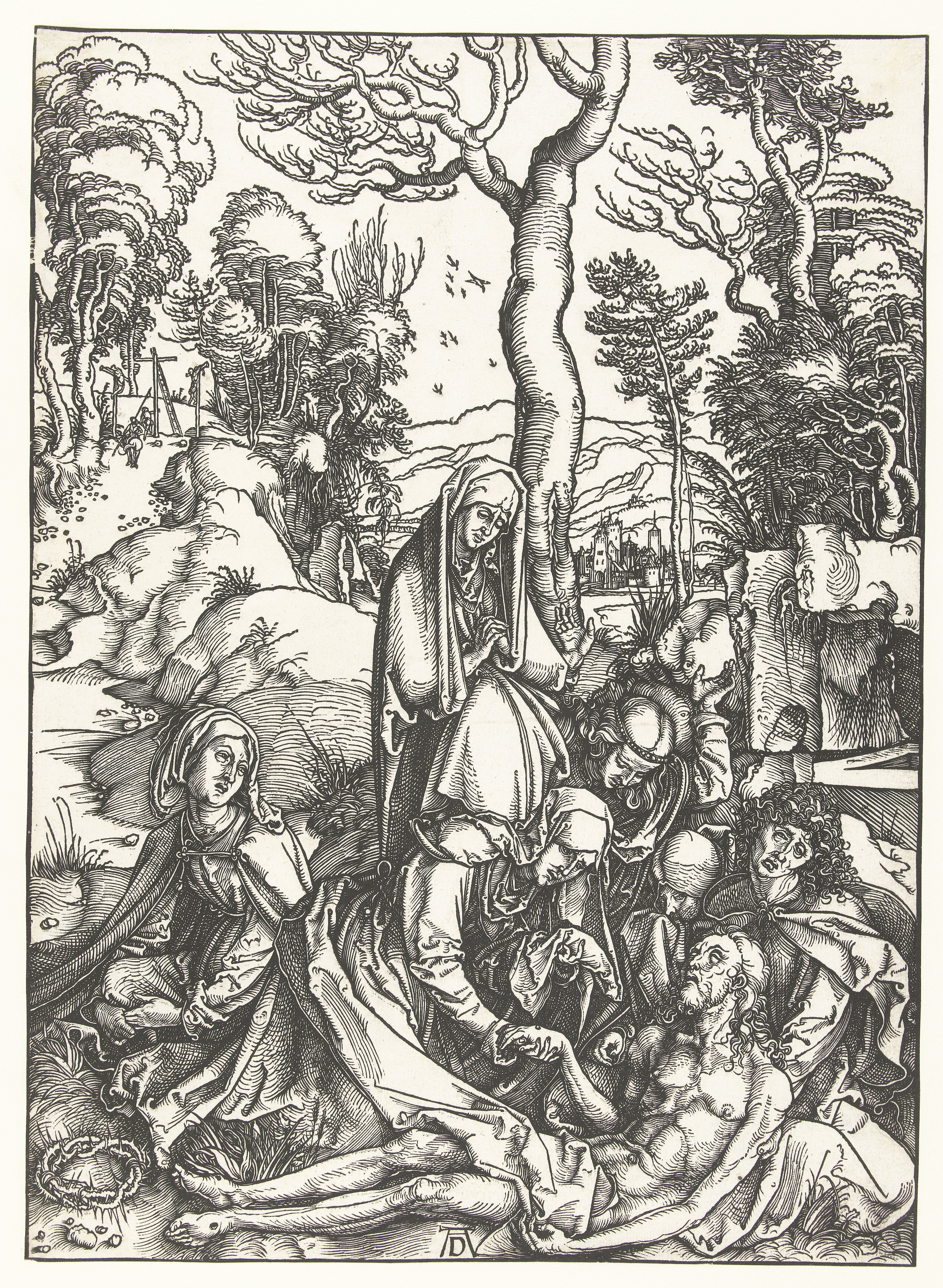
Beweinung Christi (1498/99)
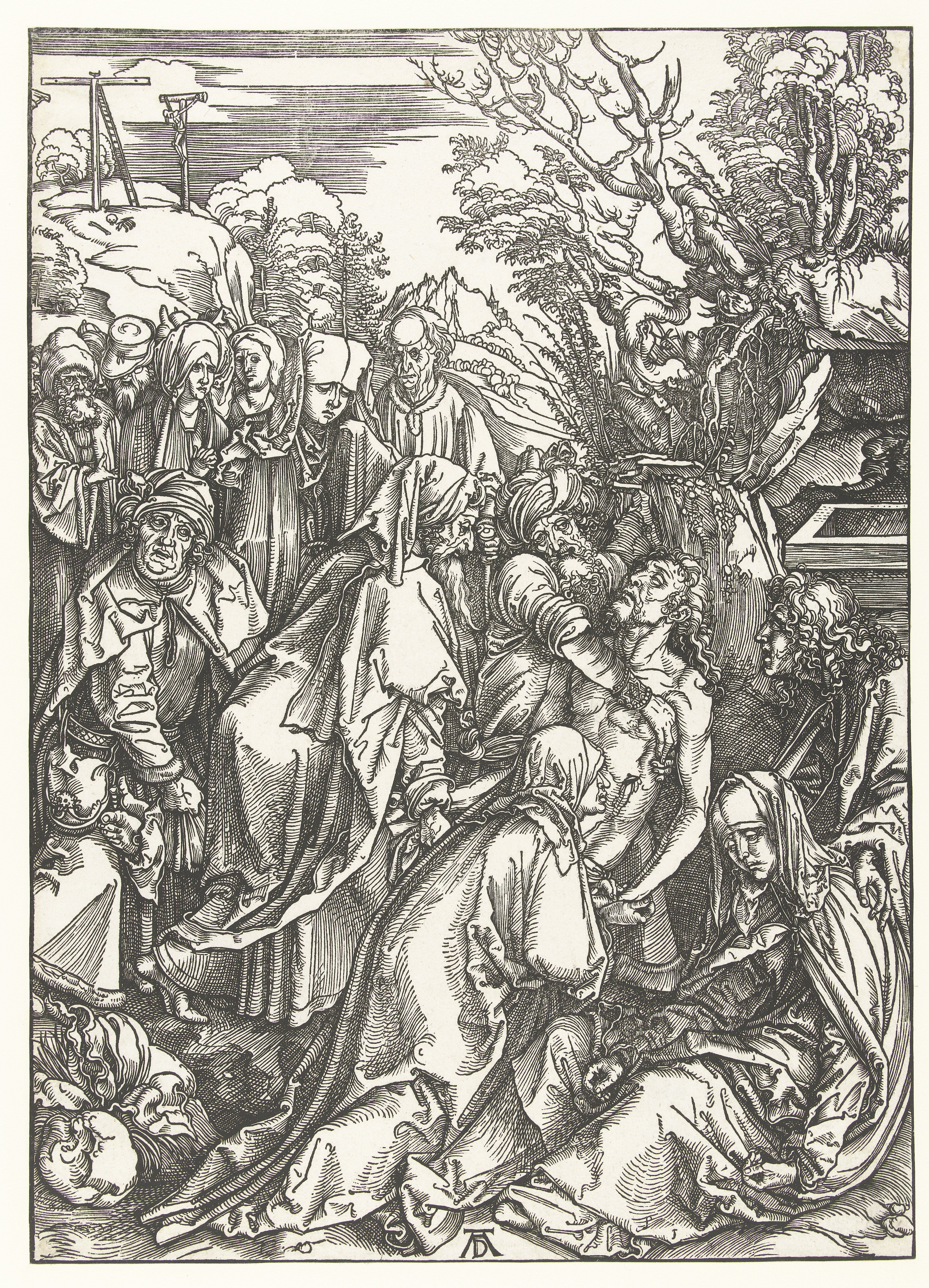
Die Grablegung (1496/97)
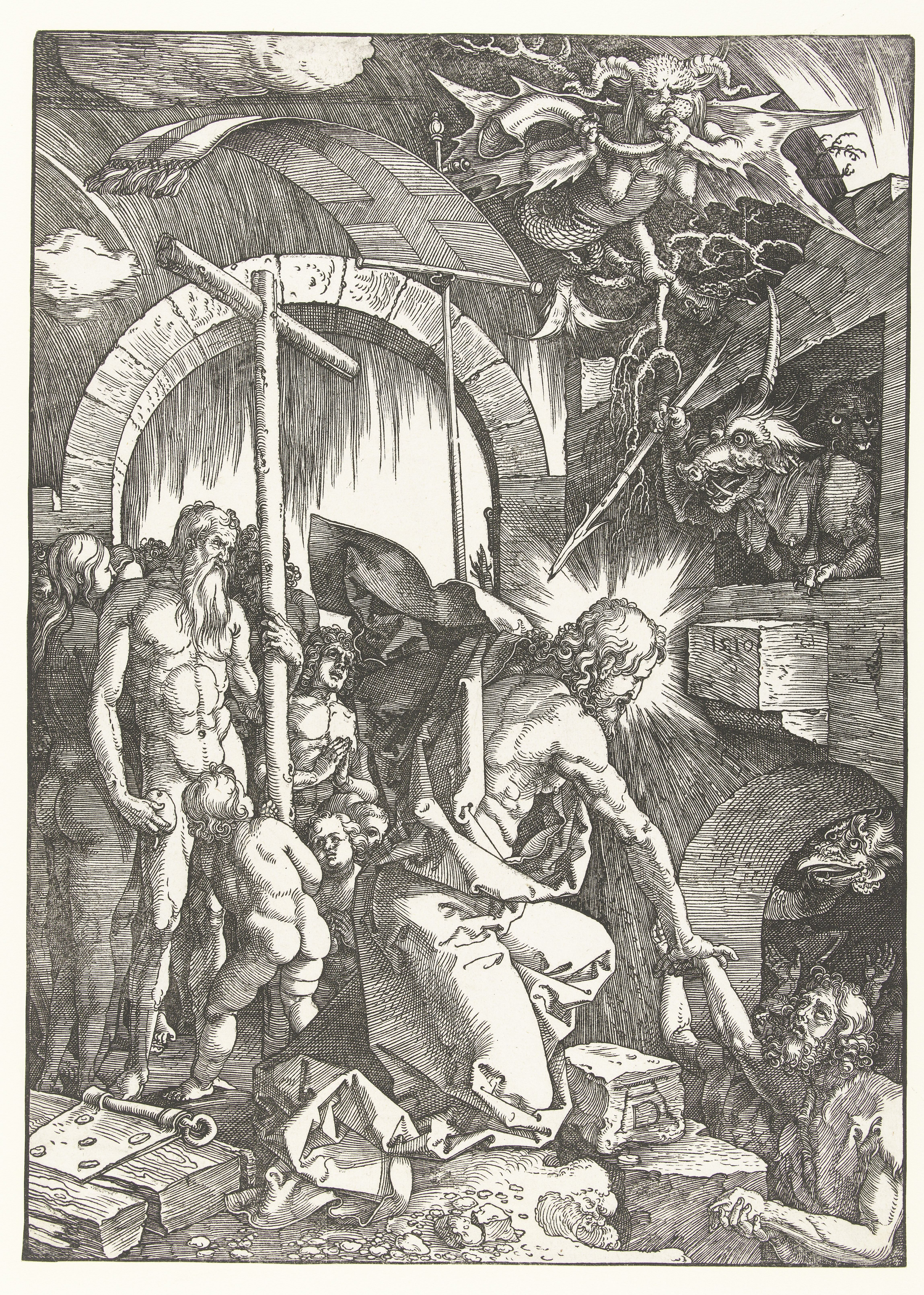
Christus in der Vorhölle (1510)
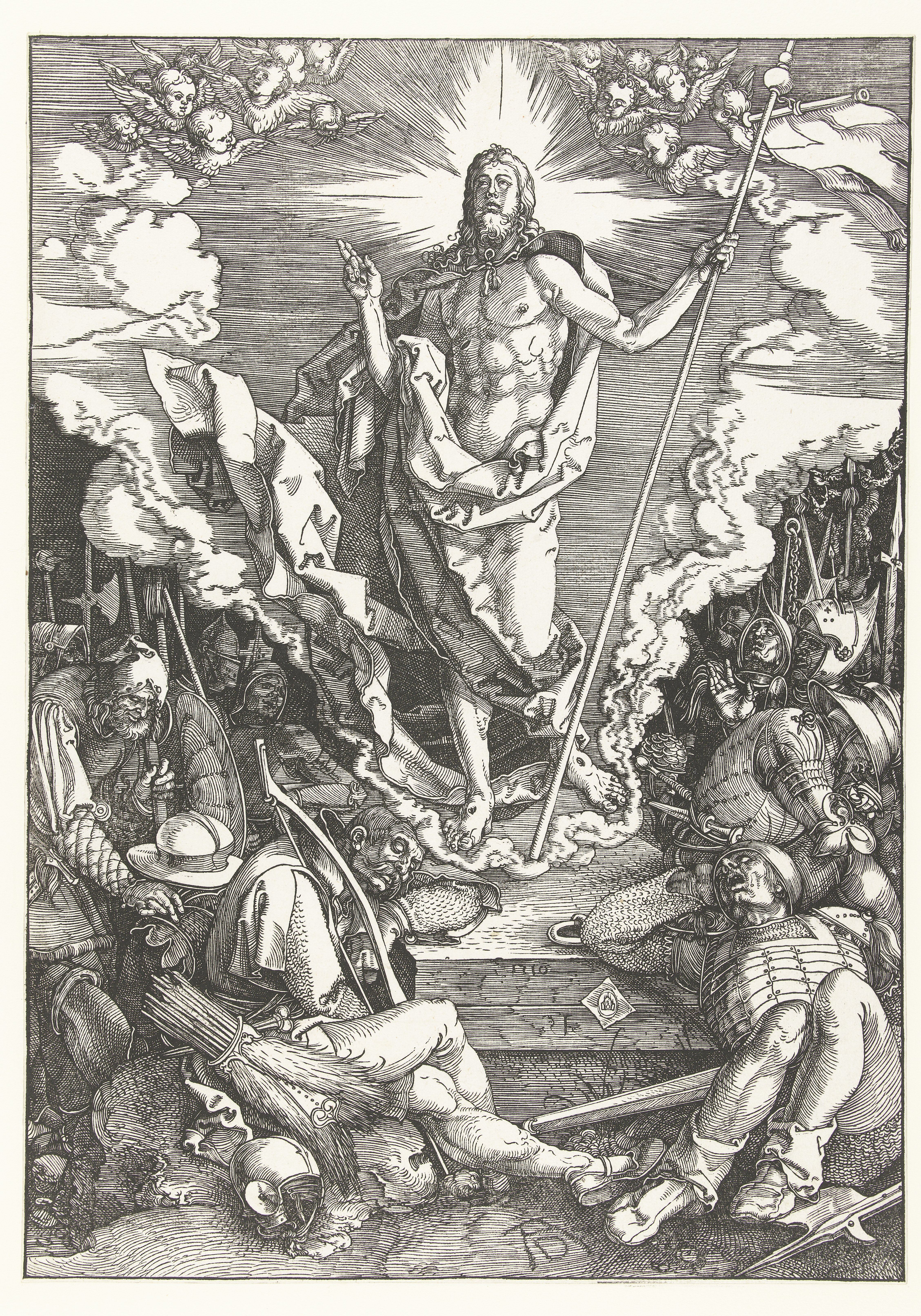
Christi Auferstehung (1510)